# Castlevania: Grimoire of Souls
Castlevania: Grimoire of Souls é um jogo de jogo de ação para Android e iOS, parte da franquia Castlevania da Konami. O jogo foi anunciado em 17 de abril 2018 e lançado em setembro de 2019 exclusivamente no Canadá.
Além do modo para um jogador que apresenta diversos personagens conhecidos da série, o jogo possui modos multijogadores, como o "caçador de recompensas", onde é possível jogar com amigos para derrotar o maior número de inimigos possíveis.